# Beck Bennett
Beck Bennett, född 1 oktober 1984 i Wilmette, Illinois, är en amerikansk skådespelare.
Mellan 2013 och 2021 var Bennett en del av skådespelarensemblen i Saturday Night Live. Han har bland annat medverkat i TV-serien DuckTales (2017-2021). Bennett har även medverkat i filmerna The Angry Birds Movie 2 från 2019 och Nimona från 2023.

## Filmografi (i urval)
- 2013–2021 – Saturday Night Live (TV-serie)
- 2016 – Sing (röst)
- 2016 – Zoolander 2
- 2017–2021 – DuckTales (TV-serie) (röst)
- 2018 – The Unicorn
- 2019 – The Angry Birds Movie 2 (röst)
- 2021 – Familjen Mitchell mot maskinerna (röst)
- 2022 – Hamster & Greta (TV-serie) (röst)
- 2023 – Nimona (röst)
- 2025 – Fixed (röst)